# Ульріх Піч
Ульріх Піч (нім. Ulrich Pietsch; 5 грудня 1915, Лаурагютте — 22 серпня 1944, Баренцове море) — німецький офіцер-підводник, капітан-лейтенант крігсмаріне. Кавалер Німецького хреста в золоті.

## Біографія
3 квітня 1936 року вступив на флот. З лютого 1940 року — бортовий льотчик на лінкорі «Гнайзенау», з липня 1940 року — на важкому крейсері «Адмірал Шеер», з вересня 1941 року — на легкому крейсері «Нюрнберг», з вересня 1941 року — знову на важкому крейсері «Адмірал Шеер». В лютому-липні 1942 року пройшов курс підводника. З липня 1942 року — 1-й вахтовий офіцер на підводному човні U-373. В січні-лютому 1943 року пройшов курс командира човна. З 26 березня 1943 року — командир U-344. 21 серпня 1944 року потопив британський шлюп «Кайт» водотоннажністю 1350 тонн; 217 з 226 членів екіпажу шлюпа загинули. Наступного дня U-344 був потоплений в Баренцовому морі північно-західніше Ведмежого острова (74°54′ пн. ш. 15°26′ сх. д.) глибинними бомбами британського бомбардувальника «Свордфіш» з ескортного авіаносця «Віндекс». Всі 50 членів екіпажу загинули.

## Звання
- Кандидат в офіцери (3 квітня 1936)
- Морський кадет (10 вересня 1936)
- Фенріх-цур-зее (1 травня 1937)
- Оберфенріх-цур-зее (1 липня 1938)
- Лейтенант-цур-зее (1 жовтня 1938)
- Оберлейтенант-цур-зее (1 жовтня 1940)
- Капітан-лейтенант (1 жовтня 1943)

## Нагороди
- Залізний хрест 2-го і 1-го класу
- Нагрудний знак пілота
- Нагрудний знак підводника
- Німецький хрест в золоті (31 серпня 1944, посмертно)